# Atlantagrotis
Atlantagrotis é um gênero de traça pertencente à família Arctiidae.